# 라이프 위드 보이스
《라이프 위드 보이스》(영어: Life with Boys)는 2011년부터 2013년까지 방영된 캐나다의 십대 시트콤이다.